# Tâm lý học lâm sàng
Tâm lý học lâm sàng là một tích hợp của khoa học, lý thuyết, và kiến thức lâm sàng với mục đích tìm hiểu, ngăn ngừa và giảm các căng thẳng tâm lý hay rối loạn chức năng và thúc đẩy hạnh phúc chủ quan và sự phát triển của cá nhân. Trọng tâm của thực hành môn này là đánh giá tâm lý, xây dựng công thức lâm sàng và tâm lý trị liệu, mặc dù các nhà tâm lý học lâm sàng cũng tham gia nghiên cứu, giảng dạy, tư vấn, làm chứng pháp y, và phát triển và quản lý chương trình. Ở nhiều nước, tâm lý học lâm sàng là một nghề y tế được điều chỉnh.
Lĩnh vực này thường được coi là đã bắt đầu vào năm 1896 với việc mở phòng khám tâm lý đầu tiên tại Đại học Pennsylvania bởi Lightner Witmer. Trong nửa đầu thế kỷ 20, tâm lý học lâm sàng tập trung vào đánh giá tâm lý, ít chú ý đến điều trị. Điều này đã thay đổi sau những năm 1940 khi Thế chiến II dẫn đến nhu cầu tăng số lượng bác sĩ lâm sàng được đào tạo. Kể từ thời điểm đó, ba mô hình giáo dục chính đã được phát triển ở Hoa Kỳ. Mô hình Khoa học lâm sàng (tập trung nhiều vào nghiên cứu), Ph.D. mô hình thực hành khoa học (tích hợp nghiên cứu khoa học và thực hành), và Psy. D. mô hình học giả-học giả (tập trung vào lý thuyết lâm sàng và thực hành). Tại Vương quốc Anh và Cộng hòa Ireland, Bác sĩ Tâm lý học lâm sàng nằm giữa hai mô hình sau, trong khi ở phần lớn lục địa châu Âu, đào tạo ở cấp độ thạc sĩ và chủ yếu là trị liệu tâm lý. Các nhà tâm lý học lâm sàng là chuyên gia trong việc cung cấp liệu pháp tâm lý, và thường đào tạo trong bốn định hướng lý thuyết chính về tâm lý học, nhân văn, trị liệu nhận thức (CBT), và hệ thống hoặc liệu pháp gia đình.